# Cadre-71/2-Europameisterschaft 1973

Logo CEB (ausrichtender Verband)

Veranstaltungsort: Castellón

Die Cadre-71/2-Europameisterschaft 1973 war das 26. Turnier in dieser Disziplin des Karambolagebillards und fand vom 8. bis zum 11. März 1973 in Castellón statt. Es war die fünfte Cadre-71/2-Europameisterschaft in Spanien.

## Geschichte
Mit nur einer Niederlage in vier Aufnahmen gegen Dieter Müller, der die Partie mit einer Schlussserie von 195 beendete, wurde der Belgier Ludo Dielis aus Deurne verdienter Europameister. Im Finale gegen den bis dahin ungeschlagenen Hans Vultink kam Dielis nie in Bedrängnis und gewann klar mit 300:51 in sieben Aufnahmen. Die Überraschung des Turniers war der erst 24-jährige Jean Marty Schüler Francis Connesson. Er zeigte das mit ihm in der Zukunft zu rechnen ist. Für den deutschen Meister Dieter Müller lief das Turnier sehr durchwachsen. Er schlug zwar Dielis, musste aber auch gegen Aguilera einen Punkt abgeben, indem er erst im Nachstoß das Unentschieden schaffte.

## Turniermodus
Hier wurde im Round Robin System bis 300 Punkte gespielt. Es wurde mit Nachstoß gespielt. Damit waren Unentschieden möglich.
Bei MP-Gleichstand wird in folgender Reihenfolge gewertet:
1. MP = Matchpunkte
2. GD = Generaldurchschnitt
3. HS = Höchstserie

## Abschlusstabelle
| MP    | Match Points (Sieger = 2; Unentschieden = 1; Verlierer = 0) |
| Pkte. | Erzielte Karambolagen                                       |
| Aufn. | Benötigte Versuche                                          |
| GD    | Generaldurchschnitt                                         |
| BED   | Bester Einzeldurchschnitt eines Spielers                    |
| HS    | Höchstserie                                                 |
|       | Bester GD des Turniers                                      |
|       | Bester ED des Turniers                                      |
|       | Beste HS des Turniers                                       |
|       | 1. Platz (Gold)                                             |
|       | 2. Platz (Silber)                                           |
|       | 3. Platz (Bronze)                                           |

| Platz                      | Name              | MP   | Pkte. | Aufn. | GD    | BED   | HS  |
| -------------------------- | ----------------- | ---- | ----- | ----- | ----- | ----- | --- |
| 1                          | Ludo Dielis       | 12:2 | 2018  | 49    | 41,18 | 75,00 | 168 |
| 2                          | Hans Vultink      | 12:2 | 1851  | 73    | 25,35 | 42,85 | 192 |
| 3                          | Francis Connesson | 10:4 | 1935  | 60    | 32,25 | 50,00 | 192 |
| 4                          | José Gálvez       | 8:6  | 1809  | 60    | 30,15 | 60,00 | 158 |
| 5                          | Dieter Müller     | 7:7  | 1651  | 71    | 23,25 | 75,00 | 195 |
| 6                          | Franz Stenzel     | 4:10 | 1190  | 68    | 17,50 | 42,85 | 143 |
| 7                          | Ramon Aguilera    | 3:11 | 1638  | 89    | 18,40 | 21,42 | 112 |
| 8                          | André Burgener    | 0:14 | 723   | 64    | 11,29 | –     | 82  |
| Turnierdurchschnitt: 23,99 |                   |      |       |       |       |       |     |